# Economía de Moldavia
| Exportaciones a | Exportaciones a | Importaciones de | Importaciones de |
| País            | Porcentaje      | País             | Porcentaje       |
| --------------- | --------------- | ---------------- | ---------------- |
| Rusia           | 32.9 %          | Ucrania          | 20.9 %           |
| Italia          | 12.7 %          | Rusia            | 15.1 %           |
| Ucrania         | 9.5 %           | Rumania          | 13.1 %           |
| Rumania         | 6.7 %           | Alemania         | 8.3 %            |
| Alemania        | 4.5 %           | Italia           | 6.6 %            |
| Otros           | 33.7 %          | Otros            | 36 %             |

La Economía de Moldavia, tradicionalmente agrícola, comenzó después de la caída de la Unión Soviética en 1991, al igual que la mayoría de los territorios ex-soviéticos, un acelerado proceso de industrialización, especialmente alimentaria (vino y azúcar refinado). La producción de refrigeradores, confección, materiales de construcción y maquinaria agrícola es también significativa.
La agricultura, siendo aún un importante motor económico, perdió peso a raíz de la acelerada industrialización. Sin embargo, ha conseguido florecer de nuevo ante la crisis de su sector industrial. Actualmente, más de la mitad de la población activa de la República de Moldavia se dedica a la agricultura.
La producción agrícola moldava es variada: girasol, tabaco, cereales, vid, hortalizas, remolacha azucarera y patata. La ganadería es poco significativa, y es principalmente bovina y porcina, además de la cría de aves de corral.

PIB por sectores de Moldavia

Existe en Moldavia petróleo, aunque en poca cantidad, y se extrae sal de algunas minas. Es una de las ex repúblicas soviéticas más pobres en recursos del subsuelo explotados.
Como ha sucedido en el resto de las antiguas repúblicas que formaron la Unión Soviética, la economía moldava ha sufrido un fuerte retroceso tras la independencia. El conflicto de la República de Moldavia con la zona rebelde de Trans-Dniéster o Transnistria ha agravado aún más la situación.
Moldavia mantiene una actividad comercial relativamente elevada con otros países europeos como Rusia, Ucrania, Italia, Alemania o Rumania.